# Bonnie McKee
Bonnie Leigh McKee (Vocaville, 20 de janeiro de 1984) é uma cantora, compositora e atriz estadunidense. McKee co-escreveu nove singles número #1 na Billboard Hot 100, que já venderam mais de 30 milhões de cópias em todo o mundo, e ela já escreveu mais de 40 canções para outros artistas. McKee é particularmente conhecida por colaborar com a cantora pop Katy Perry, e a dupla tem co-escrito os hits "California Gurls", "Teenage Dream", "Last Friday Night (T.G.I.F.)", "Part of Me", "Wide Awake," e "Roar" juntas. McKee também co-escreveu "Dynamite", de Taio Cruz, que se tornou a segunda canção mais vendida por um artista britânico na era digital.
Ao longo de sua carreira como compositora, McKee também escreveu para Avril Lavigne, Christina Aguilera, Kesha, Kylie Minogue, Britney Spears, Kelly Clarkson, Carly Rae Jepsen, Leona Lewis e Adam Lambert, entre outros. McKee foi nomeado para o "Best Secret Weapon" da revista Rolling Stone em 2011, e é considerado uma "jogadora-chave na música pop". Além de ser uma compositora, McKee também canta tendo lançado seu álbum de estréia Trouble em 2004. Em 2013 McKee lançou a canção "American Girl", o primeiro single de seu segundo álbum de estúdio, ainda sem título, previsto para 2015.
Em 2015, Bonnie Mckee lançou seu EP nomeado Bombastic, qual esta incluso 4 faixas. Bombastic foi o primeiro single para promover o EP, atualmente ela esta trabalhando no seu segundo single Wasted Youth.

## Biografia

### 1984–2003: Início da vida
Bonnie McKee nasceu em Vacaville, Califórnia. Ela começou a cantar aos 4 anos de idade, e era uma pianista de formação clássica aos 7 anos. Depois de se mudar para Seattle, Washington, ela se tornou um membro da Seattle Girls Choir aos 12 anos, e excursionou por toda a América do Norte e Europa. Ela gravou dois álbuns com o coro, incluindo Jackson Berkey Meets The Seattle Girls Choir e Cantate 2000.
Ela participou brevemente de The Bush School, onde passou uma semana em um estúdio de gravação com seus colegas de classe. Algumas músicas desta sessão de gravação tornaram-se as demos iniciais para o seu primeiro EP, incluindo a canção "When It All Comes Down".

### 2004–2005:Trouble
Aos 15 anos, McKee estava escrevendo canções e realizando-as na área de Seattle. Um amigo ajudou a levá-la até Nic Harcourt, um popular disc jockey de Los Angeles e apresentador do KCRW e Morning Becomes Eclectic. Ele chamou a atenção de uma gravadora depois de tocar a música "Somebody" em um programa de rádio durante várias semanas. Depois de assinar um contrato com a Reprise Records aos 16 anos, ela se mudou para Los Angeles para começar a trabalhar em seu álbum de estreia com o produtor Rob Cavallo.
Trouble foi lançado comercialmente em 28 de setembro de 2004. McKee realizou o single "Somebody" no Jimmy Kimmel Live!, e a canção foi apresentada no filme Win a Date with Tad Hamilton! O vídeo da música "Somebody" foi dirigido por Wayne Isham , e foi destaque na MTV e VH1. Trouble recebeu críticas positivas em Blender, Nylon, The Los Angeles Times, e Teen People.

### 2006–2011: Composições e atuações
Após sua saída da Reprise Records, McKee passou muitas horas no estúdio de gravação, aprendendo a usar o Pro Tools e elaborar novas músicas. Ela também se concentrou na atuação, e conseguiu um papel no filme "August Rush", e aparecendo nas séries de televisão "CSI: NY" e "American Dreams" Em 2011, ela apareceu como um juiz convidado em "Platinum Hit" com os anfitriões Kara Dioguardi e Jewel.
Em 2009, McKee foi apresentada ao produtor musical Lukasz "Dr. Luke" Gottwald, por seu gerente Josh Abraham. Gottwald havia colaborado com a amiga de longa data de McKee, Katy Perry em seu álbum de estréia One of the Boys. Eles (junto com Max Martin e Benny Blanco) começou a escrever canções juntos, em última análise, produzindo os hits que apareceriam no segundo álbum de Perry, Teenage Dream. Os singles "California Gurls", "Teenage Dream" e "Last Friday Night (T.G.I.F.)" lideraram a Billboard Hot 100 e venderam milhões de cópias em todo o mundo. Eles também ajudaram McKee a ganhar o BMI Pop Prêmios em 2011 e 2012 por seu papel como compositora. Outras colaborações bem sucedidas entre McKee, Gottwald e Martin incluem "Hold It Against Me" de Britney Spears "Dynamite' de Taio Cruz, "How We Do (Party)" de Rita Ora e "Part of Me" e "Wide Awake" também de Katy Perry.

### 2012–presente: "American Girl" e segundo álbum de estúdio
Em 2012, McKee co-escreveu duas músicas que apareceram no álbum de Trespassing de Adam Lambert, que estreou em #1 na Billboard 200. Ela também apareceu em uma performance de "Thunder" com Rusko. Como compositora, ela tem colaborado com Christina Aguilera, Kesha, Carly Rae Jepsen, Kylie Minogue, Cody Simpson, Rita Ora, entre outros. McKee recentemente assinou um contrato de gravação como artista solo com a Epic Records, e está atualmente trabalhando em seu segundo álbum de estúdio. Ela tem atraído a atenção recente para seu senso de moda, aparecendo no "E! Entertainment Television" e "Fashion Police", e enfeitando as páginas do The New York Times, New York Post, e Schön!. Em 2013, McKee ganhou mais 3 BMI Pop prêmios por seu trabalho de composição em 'Part of Me' e "Wide Awake" de Katy Perry, bem como de "Hold It Against Me" de Britney Spears.
O segundo álbum de McKee está agendado para lançamento na primavera de 2014. O primeiro single é "American Girl". A canção foi lançada em 23 de julho de 2013. Ela postou um vídeo promocional de "American Girl" no YouTube em 26 de junho de 2013 que contou com várias aparições de Katy Perry, Nicole Scherzinger, Carly Rae Jepsen, Kesha, Jenny McCarthy, Kelly Osbourne, Adam Lambert, Jason Derulo, Becky G, Joan Rivers, Macklemore, Karmin, Taio Cruz, Tommy Lee do Mötley Crüe, Kiss, Jane Lynch, George Takei, Kathy Griffin, Lance Bass, Jewel e outros artistas. Em outubro, McKee lançou uma segunda canção do álbum intitulado "Sleepwalker". McKee confirmou que a música não era o segundo single oficial do álbum, mas sim um "Inbetweengle", destinado a acalmar os fãs até que seu próximo lançamento oficial chegue. O vídeo da música estreou em 17 de outubro de 2013 com McKee e Kelsey Chow.

## Discografia
Álbuns de estúdio
- Trouble (2004)

Extended plays
- Bombastic (2015)

## Filmografia
- 2004 - Win a Date with Tad Hamilton! - Cantora (Não creditada)
- 2004 - American Dreams - Janis Joplin (Episódio "Shoot the Moon")
- 2007 - August Rush - Lizzy
- 2009 - CSI: NY - Eleanor Ravelle (Episódio "Help")